# Crawford (Virginia Occidental)
Crawford es un área no incorporada ubicada dentro del Distrito Courthouse-Collins Settlement, una división civil menor del condado de Lewis (Virginia Occidental), Estados Unidos. Está catalogada como un asentamiento humano por la Junta de Nombres Geográficos de los Estados Unidos.

## Identificador
El número de identificación asignado por el Sistema de Información de Nombres Geográficos es 1554217.

## Geografía
Se encuentra a una altitud de 335 metros sobre el nivel del mar (1099 pies) según el conjunto de datos de elevación nacional.